# 火病
火病（かびょう、ひびょう、ファッピョン、ファビョン、朝: 화병）は、鬱火病（うっかびょう、うつかびょう、うつひびょう、ウルァッピョン/ウラッピョン、朝: 울화병、朝: 울홧병）の略称である。
火病という言葉は、中国の明帝国の医師張介賓が初めて使用し、朝鮮時代に韓国に伝えられた。朝鮮民族(韓民族)の文化依存症候群（文化結合症候群）、精神医学的症候群(精神疾患)。朝鮮民族(韓民族)特有の情緒由来の感情や激しいストレスを抑えてきたことで起こる精神疾病である。
症状としては疲労、不眠、パニック、死への強い恐怖、不快感、食欲不振、消化不良、動悸、呼吸困難、全身の発熱、首やみぞおちにシコリがあるように感じるなどである。かつては朝鮮民族中年女性の病気と言われていたが、若年層の比率が上昇している。怒りや悔しさ、恨（ハン）などの感情を長期間持続していた場合に患うとされる。
韓国には、火病専門の「火病クリニック」もある

## 概説
朝鮮における火病に対する認識の歴史は古く、朝鮮王朝時代にまでさかのぼる。正祖の母親は著書『閑中録』の中で怒りによって胸が痛み、極度の不安を感じたり、うつ状態になったりする病を「火症」と表現している。韓国では怒りを「お腹の中から火の玉があがってくるようだ」と表現する事から、火病とは「怒りを抑圧し過ぎたことによって起きる心身の不調」を指す。
なお、日本では同様の状態のことを、「腹が立つ」「腹の虫が収まらない」「腑が煮えくり返る」などと表現し、インド古来の伝承では下腹部に不完全燃焼物（ストレス）が溜まるとし、火の呼吸など対処法が存在する。

### 症状
『DSM-IV精神疾患の診断・統計マニュアル』によれば、症候として、不眠、疲労、パニック障害、切迫した死への恐怖、不快感情、消化不良、食欲不振、呼吸困難、動悸、全身の疼痛、心窩部に塊がある感覚などを呈する、という。元「ミス・コリア」で韓方医のキム・ソヒョンによれば、冷えの症状のほか、消化不良、頭痛・めまい、慢性疲労、不眠・抑うつ症状などが現れる、という。
また、医師でメンタルヘルスガイドの中嶋泰憲によれば、不眠、激しい疲れ、パニック、今にも死んでしまうような感覚、冴えない気分、消化不良、食欲消失、息苦しさ、動悸、体の痛み、みぞおちのしこり感といった異変が心身に生じる、という。

#### 他のストレス病との違い
精神科医キム・ジョンウによると、火病は一種のストレスの病気であるが、一般的なストレス病では急にストレスが表われる場合が多いのに対し、火病では同じストレスを六カ月以上受けるという。また、怒りの原因を我慢することで起きるのが特徴であるという。また、キム・ジョンウは、韓国人の精神科医が集まると「火病になる人は純粋で頑固な人が多い。患者が楽天的で、融通性があり、たまには人を騙したり、悪いことを見て見ぬ振りができれば、神経症にかからないのに」という話をよくすると述べている....。他者への劣等感や自己に対して感じるコンプレックス、無意識の葛藤が心身の不調として現われる。 
ユング心理学においてはコンプレックスと劣等感は区別される。劣等感は文字通り自分が人より劣っているという感覚をいう一方で、コンプレックスは苦痛、恐怖感、羞恥心など意識には受け入れがたい感情の集まりをいう。そのため、通常は自我によって抑圧されて意識されることはなく、その意識化は嫌悪感や無力感、罪悪感を伴うために容易ではない。

## 傾向
かつては患者の80%が女性だったが、近年は男性の患者も増加傾向にあるとされる。
2012年現在、韓国の小・中・高校生648万人のうち105万人（16.2％）は、うつ病の兆候や暴力的な傾向を示す「要関心群」で、そのうち22万人は、すぐに専門家の診断や治療を受けるべき「要注意群」であるという。
韓国健康保険審査評価院の調査結果では、韓国で火病の診療を受けた患者数が年間11万5000人に上り、そのうち女性患者数が7万人と男性を大きく上回り、特に40～50代の中年層が多かった。
2015年1月27日の就職ポータル「Career」の調査によると、韓国の会社員の90.18%が職場で火病の経験があると答えたとされている。

## ネットスラング・衝動的憤怒
火病に対して、インターネット上では「急に怒り出す人」の代名詞のように使用されるがが、本来の火病は朝鮮民族(韓民族)が「怒りや悔しさを長期間、心の底に抑圧させた結果」に発症する病である。医師の中嶋泰憲は火病を「急に怒り出す」病と思うのは全くの誤解であると述べている。
室谷克実によると、日本の2ちゃんねる用語では「火病 (かびょう・ファビョン)」と呼び、三橋貴明によると、2ちゃんねる用語のファビョンは、ヒステリックになって、何が何だかわからなくなり、最後に怒りのあまり倒れてしまう症状であるという。かつて存在した2ちゃんねる用語のオンライン辞書である『2典』によると、（本来の症状とは違うのだが）唐突に逆切れした場合などに「ファビョーン」と伸ばして使用されたという。また、「ファビョる」は「ファビョン」の動詞形で、特定の国籍に限らず逆上した人に対する侮蔑の意を込めて表現したもので、単に「キレる」という意味でも使われるという。2010年に鹿児島大学法文学部教授の内山弘は、2ちゃんねるとニコニコ動画からネット用語を収集し、動詞化語尾｢～る｣を使って創造された新語の一つに「ファビョる」を挙げている。意味は「ぶち切れ状態になること」で、朝鮮語の ｢ (火病＝ファビョン)｣が語源であると述べている。

### 衝動的憤怒・憤怒調節障害
混同されがちな「衝動的な憤怒」は火病でなく、間欠性爆発性障害（憤怒調節障害）である。間欠性爆発性障害とは、精神的苦痛や衝撃から激憤または鬱憤を抱いた直後に突発的な衝動的行動を起こす精神疾患である。こちらは朝鮮民族(韓民族)以外でも見られる反復性衝動制御障害の一種である。ただし、韓国国内の成人の半分が憤怒調節障害を抱え、過熱された憤怒過剰社会が韓国の社会問題となっている。韓国警察庁の「2015年の統計年報」によると、傷害や暴行などの暴力犯罪、殺人や殺人未遂などの重罪の内訳で、動機が「動機が偶発的か現実に不満」という間欠性爆発性障害由来である割合が41.3％となっている。

## 調査結果
中央日報によると、韓国のサラリーマンの90%が罹患経験があり、「くやしいことにあったり恨めしいことを体験して、積もった怒りを抑えることができずに表れる身体や精神のさまざまな苦痛」とし、主に胸にしこりがあるように感じる、苦しさと熱が体内からこみ上げてくるような症状が現れるという。
韓国健康保険審査評価院（HIRA）の調査結果では、2011年から2013年の3年間における火病と新たに診断された韓国人の年間平均が約11万5000人である。その内、女性患者数が約7万人で男性を大きく上回り、特に40～50代の中年層が多いとされる。